# Bush (paisaje)

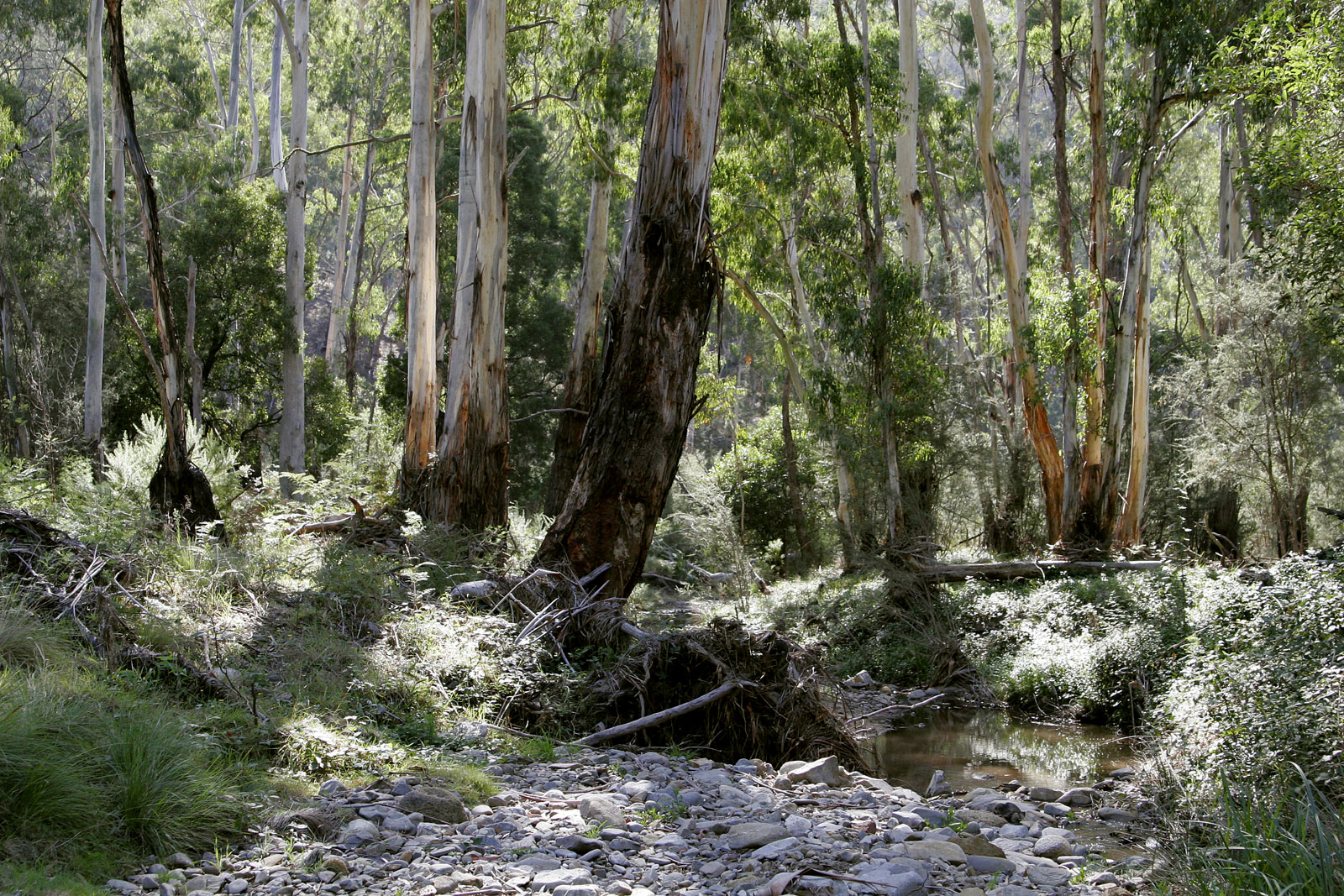
El bush australiano en el estado de Victoria.

El bush es un término utilizado principalmente en el inglés vernáculo de Australia y Nueva Zelanda, países en los que se usa en gran medida como un sinónimo de lugar remoto o de hinterland, en el sentido de área natural sin desarrollar. Se utiliza en geografía rural para describir paisajes de sabanas, matorrales y bosques de tipo mediterráneo, poco cultivados y poco poblados. La flora y fauna contenidos dentro de esta área deben ser nativas a la región, aunque a menudo hay presencia de especies exóticas.
Si bien el término procede de la palabra inglesa bush, que significa arbusto, el uso del término en Australia y Nueva Zelanda para referirse a «bosque» o matorral, proviene probablemente de la palabra neerlandesa «bos/bosch» («bosque»), usada por colonos neerlandeses tempranos en Sudáfrica, donde llegó a significar tierra sin cultivar entre los afrikáneres. Muchos colonos europeos angloparlantes tempranos en Sudáfrica emigraron luego a Australia o Nueva Zelanda y se llevaron el término con ellos. En la actualidad, en Sudáfrica el término fynbos tiende a referirse a la vegetación de matorrales del Cabo Occidental y del Cabo Oriental.
Se refiere principalmente a regiones de Australia y Nueva Zelanda, pero también se usa ampliamente en Canadá para referirse a la inmensa porción boscosa del país y las zonas alejadas de la red de carreteras, un uso que aplica también en el estado estadounidense de Alaska. 
El término bush tiene fuertes connotaciones culturales y políticas en Australia y Nueva Zelanda, donde se asocia a la penetración de la colonización anglosajona. Según las regiones corresponde a distintos tipos de paisajes.

## Bushaustraliano

### Características físicas

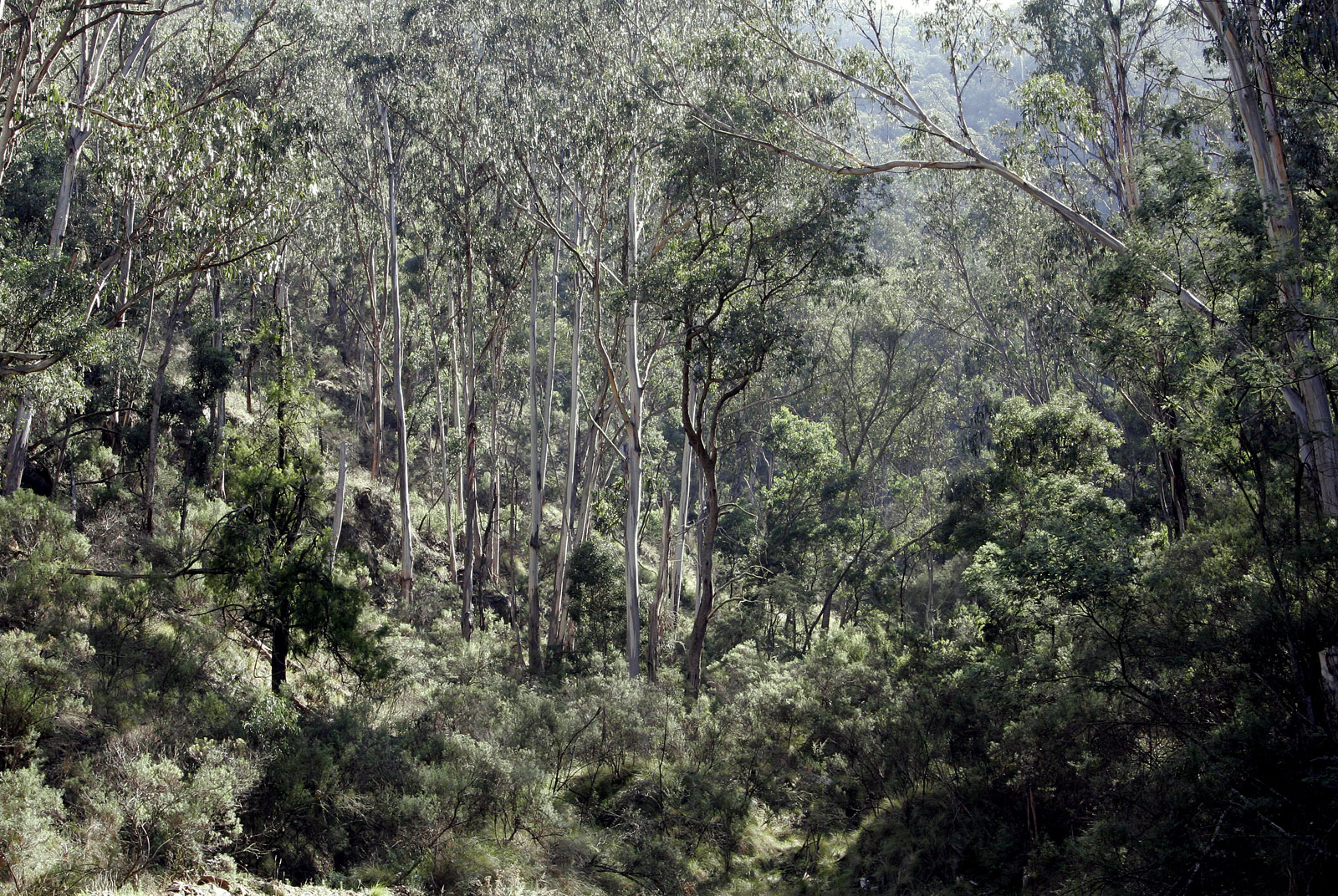
Otra visión del bush australiano de la región de Victoria.

El paisaje del bush australiano muestra una vegetación poco densa y consiste en un bosque de árboles de tipo xerófilo (con predominancia de eucaliptos) y un sotobosque de arbustos, matorrales y zarzas propios del clima mediterráneo. El suelo es seco y pobre en nitrógeno, con escasa hierba. Cubre un área total de 800.000 km² repartidos en dos grandes ecorregiones de tipo bosque mediterráneo:
- el bush del suroeste del país: Con una extensión de 493.000 km², se caracteriza por sus suelos arenosos y un mayor nivel de precipitaciones que en un clima mediterráneo, lo que le permite albergar una fauna y una flora más rica. Predominan los eucaliptos eucalyptus lehmannii, eucalyptus marginata y eucalyptus erythronema. Al estar rodeado por el outback semidesértico, cerca del 70% de la flora es endémica. La expansión de la agricultura, la introducción de nuevas especies animales y vegetales, el desarrollo urbano y la propagación del parásito phytophtora fungus amenazan la conservación de este hábitat.
- el mallee del sur: De 310.000 km² de extensión, corresponde a una región de dunas costeras poblada de eucaliptos eucalyptus diversitfolia, de numerosas especies herbáceas y muchos pájaros. La agricultura y el pastoreo casi han acabado con el mallee australiano.

### Elbushen la cultura australiana

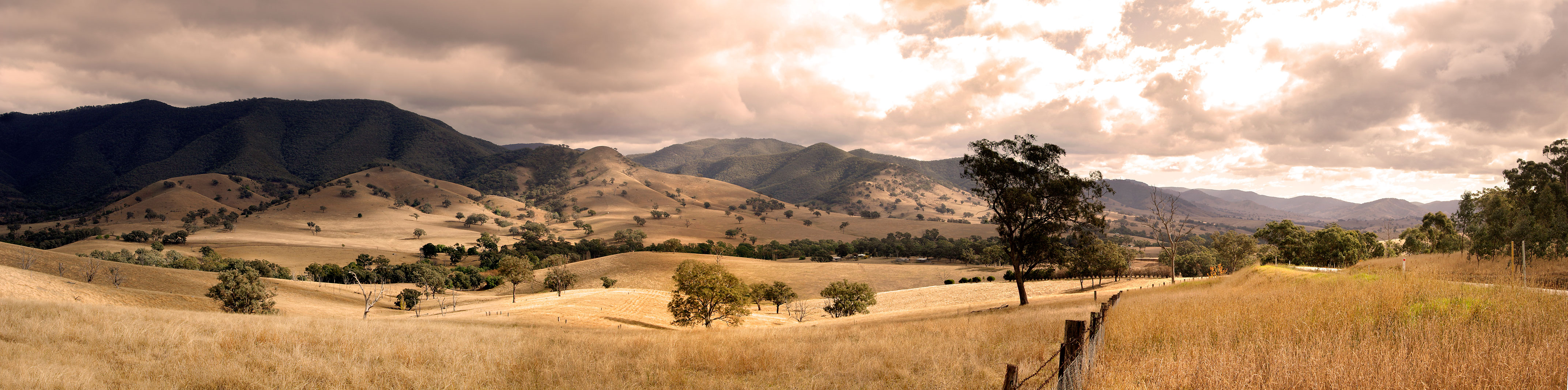
Bush del Condado de Gippsland Este, Victoria.

El bush es uno de los iconos de la identidad australiana. Para la mayoría de los primeros emigrantes europeos, era un tipo de paisaje desconocido en sus países de origen y se iba a convertir en algo típicamente australiano. Durante el siglo XIX, el romanticismo se alimentó de las grandes extensiones misteriosas y salvajes del bush, y durante el siglo XX la identidad nacional se forjó en torno al bush, aglutinando tanto a los antiguos colonos europeos como a los aborígenes, sus habitantes desde decenas de miles de años. El folclore australiano está impregnado de las tradiciones y del espíritu del bush.
Desde una perspectiva social y política, el bush se refiere a cualquier región escasamente habitada, independientemente del tipo de vegetación. Se refiere también a zonas rurales alejadas de los principales núcleos de población, en las que se pueden encontrar minas y explotaciones agrícolas. Bush es también una característica aplicada a entidades y actividades que tengan que ver con lo rural, lo folclórico y lo tradicional no urbano, como el bush cricket o la bush music, y más específicamente con la cultura aborigen como el bush tucker o bush food. La cultura y la historia del bush han dado a Australia unos personajes típicos, como los bushrangers.

## Bushde Nueva Zelanda

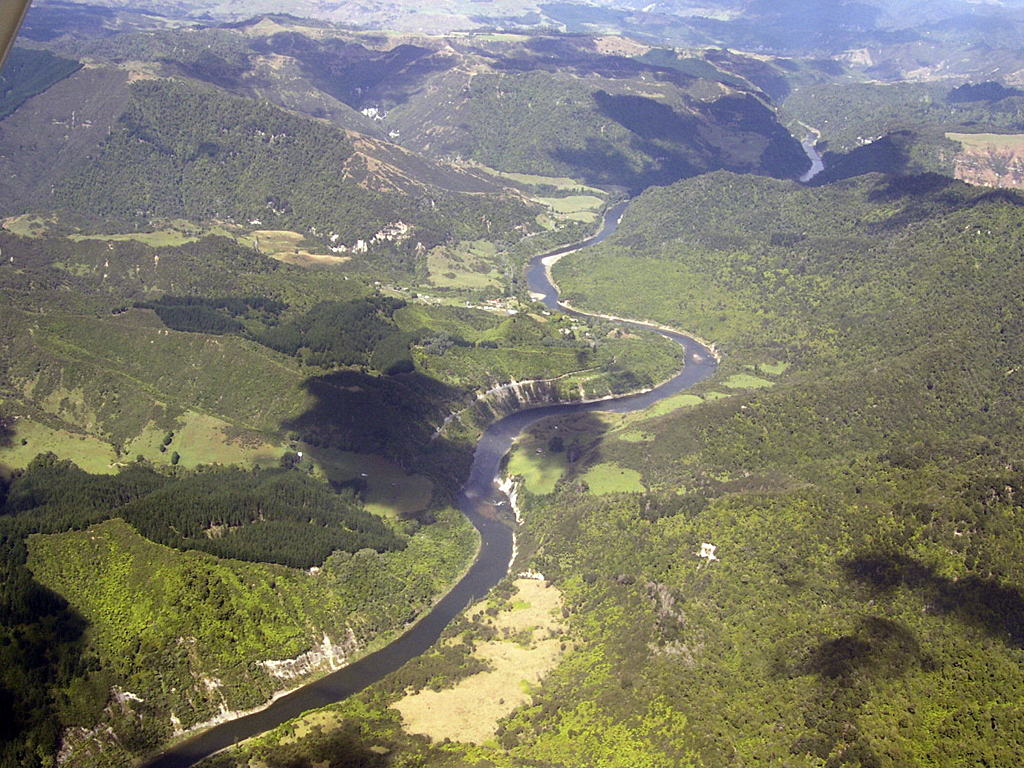
Bush del curso alto del río Whanganui, en la Isla Norte de Nueva Zelanda.

En Nueva Zelanda, el término bush tiene una connotación más específica. Su primer sentido se refiere a los bosques autóctonos. Cuando los primeros europeos llegaron en el siglo XIX, el 50% del país estaba aún cubierto de bosques vírgenes, a pesar de las labores de deforestación llevadas a cabo por los maoríes desde el siglo XIII. En el bosque autóctono predominaban las coníferas en la Isla Norte, y las hayas en la Isla Sur. El sotobosque era muy denso y se componía de árboles jóvenes, arbustos y helechos en los que se enredaban viñas vírgenes y plantas trepadoras. El suelo tapizado de musgo estaba oculto bajo un entramado de plantas. Este bosque particularmente frondoso era casi impenetrable para los europeos, y a partir de 1841 bush se convirtió en un sinónimo de jungla. Bush se convirtió luego en sinónimo de bosque, su sentido más general en Nueva Zelanda, para diferenciarlo de los matorrales, llamados scrub, de las llanuras costeras y de las mesetas herbáceas.
La palabra bush podría proceder de la palabra bosch, empleada por los colonos holandeses en Sudáfrica para designar las tierras sin cultivar. El término habría sido llevado a Australia, donde adquirió el sentido de «tierras aún por colonizar», un sentido también utilizado a veces en Nueva Zelanda.

## Bushde Alaska
En Alaska, se llama bush a las regiones que no están conectadas a la red de carreteras. Estas zonas del estado solo son accesibles por avión, helicóptero, motonieves y trineos, y están habitadas, mayoritariamente, por los indígenas de Alaska. La capital, Juneau, aunque no tenga conexión vía carretera, no se considera parte del bush.